# Conseil national de la recherche
Pour les articles homonymes, voir CNR.
Le Conseil national de la recherche (en italien : Consiglio Nazionale delle Ricerche) ou CNR est l'organisme public italien chargé de développer, promouvoir, défendre, transférer, et valoriser l'activité de recherche italienne dans les principaux secteurs de développement des connaissances et de leurs applications scientifiques, technologiques, économiques, et sociales. Le CNR est dépendant du Ministère de l'Éducation, de l'Enseignement supérieur et de la Recherche. Son siège est situé sur la piazzale Aldo Moro, dans le quartier Tiburtino à Rome.

## Historique
Le CNR est fondé le 18 novembre 1923 comme l'évolution du Comité national scientifique et technique pour le développement et la croissance de l'industrie italienne créé en 1916. En 1918, est créé le Conseil international de la recherche regroupant divers pays et auquel le précédent Comité italien participait par l'entremise de Vito Volterra. Le CNR est transformé en 1945 en organisme d'État, comme dans de nombreux pays européens à cette époque. En 1999, selon le décret législatif n⁰19 du 30 janvier 1999 (Riordino del Consiglio Nazionale delle Ricerche), le CNR devient une « Agence nationale de recherche avec des compétences scientifiques générales et des instituts scientifiques répartis sur tout le territoire, qui développent l'activité d'intérêt prioritaire pour l'avancement de la science et le progrès du pays. »

## Missions
Les missions du CNR sont de soutenir la recherche dans ses laboratoires dépendants et de promouvoir l'innovation et la compétitivité du système industriel italien en fournissant les technologies et capacités de solutions pour répondre aux besoins émergents, individuels et collectifs. Le CNR doit promouvoir également l'internationalisation du système de recherche italien, conseiller le gouvernement et les autres institutions sur les thèmes stratégiques pour l'Italie et les collectivités.
Le CNR collabore pour cela avec l'université et le monde industriel italien.

## Liste des présidents du CNR
- 1923-1927 : Vito Volterra
- 1927-1937 : Guglielmo Marconi
- 1937-1941 : Pietro Badoglio
- 1941-1943 : Giancarlo Vallauri
- 1943-1944 : Francesco Giordani
- 1944-1956 : Gustavo Colonnetti
- 1956-1960 : Francesco Giordani
- 1960-1965 : Giovanni Polvani
- 1965-1972 : Vincenzo Caglioti
- 1972-1976 : Alessandro Faedo
- 1976-1984 : Ernesto Quagliariello
- 1984-1993 : Luigi Rossi Bernardi
- 1993-1997 : Enrico Garaci
- 1997-2003 : Lucio Bianco
- 2003-2004 : Adriano De Maio (Commissaire)
- 2004-2007 : Fabio Pistella
- 2007-2008 : Federico Rossi (vice-président)
- 2008-2011 : Luciano Maiani
- 2011-2012 : Francesco Profumo
- 2012-2016 : Luigi Nicolais
- 2016-2021 : Massimo Inguscio
- 2021- : Maria Chiara Carrozza

## Départements du CNR
- Département Terre et environnement (TA)
- Département Énergie et transports (ET)
- Département Agroalimentaire (AG)
- Département Médecine (ME)
- Département Sciences de la vie (SV)
- Département Projets moléculaires (PM)
- Département Matériels et dispositifs (MD)
- Département Systèmes de production (SP)
- Département Technologies de l'information et de la communication (ICT)
- Département Identité culturelle (IC)
- Département Patrimoine culturel (PC)